# Kanton Fénétrange
Fénétrange is een voormalig kanton van het Franse departement Moselle. Het kanton maakte deel uit van het arrondissement Sarrebourg.

## Geschiedenis
Het werd opgeheven bij decreet van 18 februari 2014, met uitwerking in maart 2015 en de gemeenten werden opgenomen in het kanton Sarrebourg.

## Gemeenten
Het kanton Fénétrange omvatte de volgende gemeenten:
- Belles-Forêts
- Berthelming
- Bettborn
- Bickenholtz
- Desseling
- Dolving
- Fénétrange (hoofdplaats)
- Fleisheim
- Gosselming
- Hellering-lès-Fénétrange
- Hilbesheim
- Mittersheim
- Niederstinzel
- Oberstinzel
- Postroff
- Romelfing
- Saint-Jean-de-Bassel
- Sarraltroff
- Schalbach
- Veckersviller
- Vieux-Lixheim